# Helgonen i Brjansks synaxis
Helgonen i Brjansks synaxis är en grupp av helgon i den Rysk-ortodoxa kyrkan, som är helgad åt helgonen som hade anknytning till staden Brjansk i västra Ryssland.
Firandet till minne av helgonen infaller den 3 oktober enligt den julianska kalendern (20 september enligt den gregorianska).

## Historik
Firandet instiftades den 5 december 2003 med välsignelse av Rysk-ortodoxa kyrkans dåvarande patriark, Aleksij II.

## Exempel på helgon
Exempel på helgon som ingår i gruppen är:
- Sankt Oleg Romanovitj
- Sankt Johannes av Tobolsk
- Sankt Nikolaj Svjatosja
- Sankt Tikhon Karatjevskij
- Sankt Jona av Kiev
- Sankt Serafim Ostroumov
- Sankt Nikolaj Mogilevskij
- Sankt Serafim Tjitagín